# Квінслендський музей
27°28′23″ пд. ш. 153°01′03″ сх. д. / 27.473173° пд. ш. 153.017423° сх. д.
Квінслендський музей (Queensland Museum) — державний музей Квінсленду (Австралія), присвячений природничій історії, культурній спадщині, науці та досягненням людства. Розташований у Брисбені і включає також спеціалізовані музеї в Іпсвічі, Тувумбі і Таунсвіллі.
Музей фінансується урядом Квінсленду.

## Історія

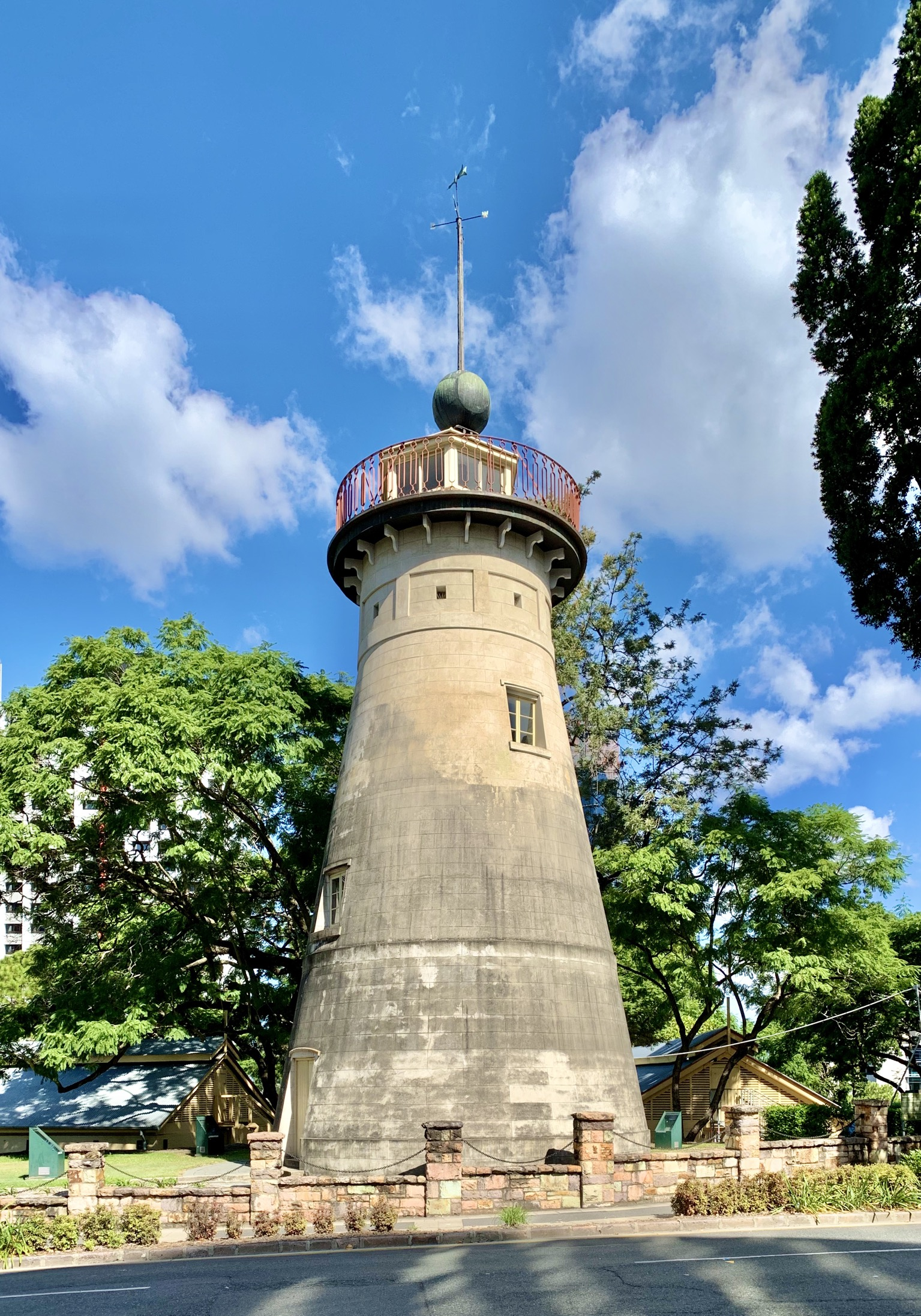
Старий вітряк — перший будинок Квінслендського музею.

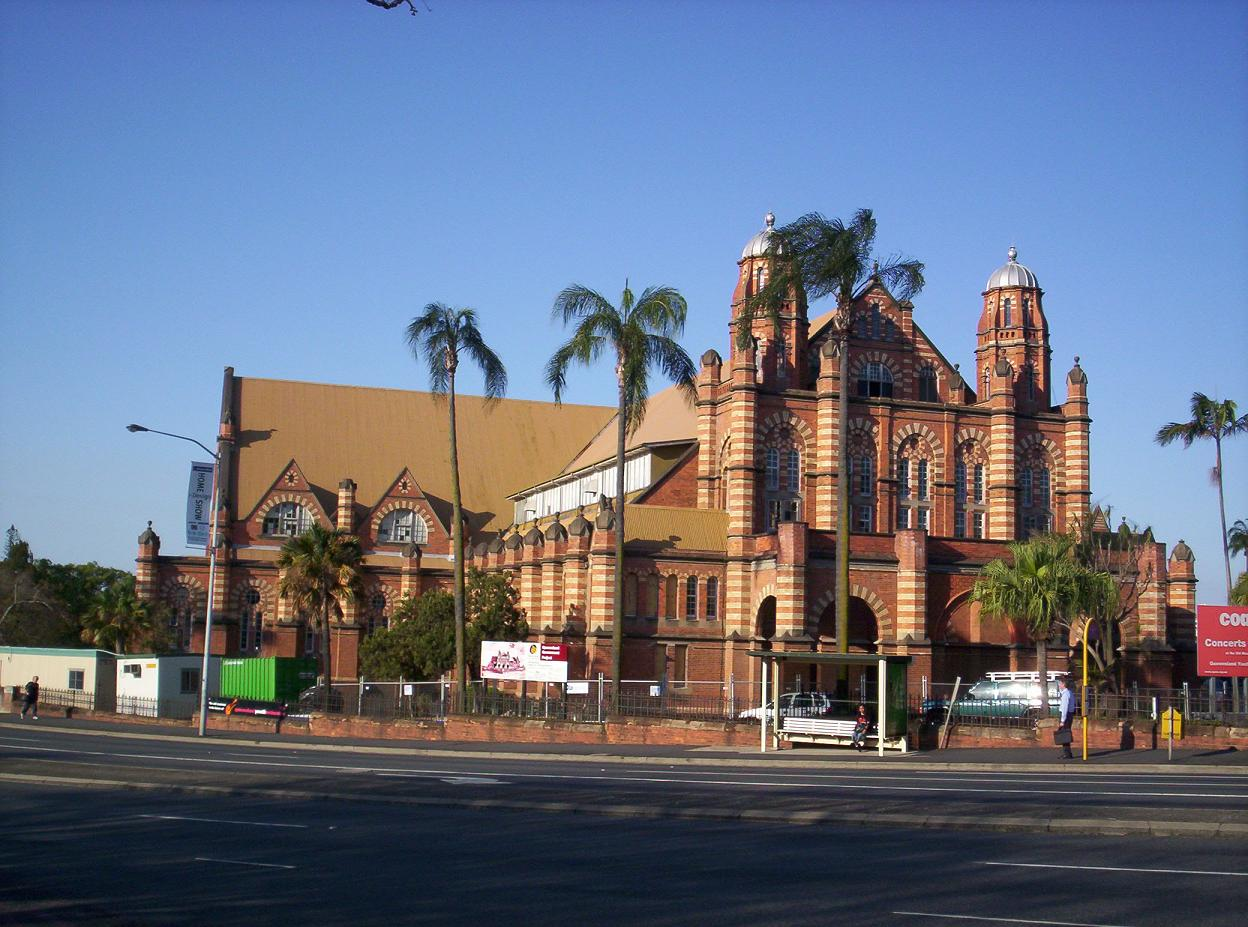
Будівля старого музею (1899—1986) в Грегорі Террас.

Квінслендський музей був заснований Квінслендським філософським товариством 20 січня 1862 року. Одним із головних засновників був Чарльз Коксен, який мав кілька тимчасових будинків у Брисбені. Серед тимчасових будинків, де розташовувався музей, були: Старий вітряк (1862—1869), Будинок парламенту (1869—1873) і Головна пошта (1873—1879).
Уряд Квінсленду побудував будинок для музею на Вільям-стріт (згодом там розмістилася Державна бібліотека Джона Окслі), і Квінслендський музей переїхав туди в 1879 році.
У 1899 році Квінслендський музей переїхав до Виставкового залу (тепер будівлю називають Старим музеєм) на Грегорі-Террас у передмісті Брисбена Бовен-Гіллз і залишався там 86 років.
У 1986 році Музей Квінсленду переїхав до Квінслендського культурного центру на Південному березі, де музей прилягає до Художньої галереї Квінсленду. І тунель, і пішохідний міст з'єднують будівлі музею та художньої галереї з Центром виконавських мистецтв Квінсленду. У 2004 році до мосту додали три ліфти, щоб забезпечити доступ до платформ автобусної станції Центру культури.

## Музейна мережа

### Квінслендський музей
Музей Квінсленду розташований у Південному Брисбені в Культурному центрі Квінсленду.
Квінслендський музей знайомить відвідувачів із Квінслендом, його людьми та їхніми історіями про минуле, сьогодення та майбутнє.
Популярні виставки включають пересувні шоу з Австралії та всього світу, а також захоплюючі виставки, що розкривають історію Квінсленду, зокрема його доісторичне минуле, культуру аборигенів Квінсленду та жителів островів Торресової протоки, а також виставки, що розкривають унікальне біорізноманіття Квінсленду.

### Музей землі, картографії та топографії
Музей земель, картографії та геодезії був відкритий у 1982 році за адресою: 317 Edward Street, Брисбен.

### Майстерні залізничного музею
Залізничний музей Workshops Rail Museum був відкритий у серпні 2002 року та розміщений у залізничних майстернях North Ipswich. Колекція включає 15 одиниць рухомого складу та тисячі одиниць меншого розміру. Деякі експлуатаційні паровози з парку Квінслендської залізниці часто виставляються в музеї, якщо вони не потрібні для використання на магістралі.

### Музей Cobb & Co
У 1987 році, коли музею Квінсленду знадобилося більше місця для експозиції своїх карет і екіпажів, музей відкрив кампус музею Cobb & Co в Тувумбі, штат Квінсленд.
У музеї виставляється експозиція Національної колекції карет. Колекція включає зразки широкого спектра кінних транспортних засобів від сільськогосподарських універсалів і візків для доставки до елітної Rolls-Royce of Carriages.

### Музей тропічного Квінсленду
Музей тропічного Квінсленду розташований у Таунсвіллі. Визначною пам'яткою є експозиція з корабля HMS Pandora. Посланий зловити бунтівний HMS Bounty та його повсталий екіпаж, Pandora затонув біля берегів Кейп-Йорка в 1791 році. Сотні артефактів були витягнуті з місця аварії та виставлені у музеї.
Найпопулярнішим місцем для дітей є MindZone, інтерактивний науковий центр. Інші галереї відзначають тропічні ліси, корали та морських істот із морських глибин і викопного минулого.

## Всесвітній фестиваль науки в Брисбені
Мережа музеїв Квінсленду має ексклюзивну ліцензію на проведення Всесвітнього фестивалю науки в Азійсько-Тихоокеанському регіоні. У 2016 році відбувся перший Всесвітній науковий фестиваль у Брисбені. Фестиваль проходить у березні кожного року в Брисбені, а регіональні супутні події відбуваються в Тувумбі, Таунсвіллі та Чинчіллі.